# (612578) 2003 QR91
(612578) 2003 QR91 est un objet transneptunien double faisant partie des cubewanos. 

## Caractéristiques
(612578) 2003 QR91 mesure environ 207 km de diamètre.

## Satellite
Il possède un satellite connu, référencé sous le nom de S/2007 (2003 QR91) 1, d'environ 189 km de diamètre et orbitant à 1 790 ± 60 km. C'est donc un transneptunien double.